# 寨下镇
寨下镇，是中华人民共和国江西省宜春市袁州区下辖的一个乡镇级行政单位。该镇是依靠技术开锁入室盗窃分子最多的一个地区，该镇有5万人，其中1200人次因盗窃案被判刑。

## 行政区划
寨下镇下辖以下地区：
寨下村、塘下村、园岭村、社溪村、举遁村、梅崟村、梅塘村、大宇村、马南方村、长乐村、新桃村、带塘村、台上村、沙江村、堎背村和横塘村。